# 火控雷達

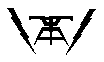
美國海軍射控雷達人員徽章

射控雷達（英語：fire-control radar，簡稱：FCR）是雷達的一種，用於提供資訊給火控系統，以計算武器發射的距離及角度。

## 地面裝置
第一代射控雷達SCR-584於第二次世界大戰已被盟軍廣泛使用，二戰之後美國亦將系統加以改良並用於MIM-23鷹式飛彈、勝利女神飛彈、愛國者導彈等武器之上。

## 艦載雷達
美國海軍現行使用的射控雷達：
- Mk 95 — 連續波照明雷達 （NATO RIM-162海麻雀飛彈）
- Mk 92 — 照明暨搜索複合雷達天線系統 （Mk 75 艦砲，之前射控：標準一型中程飛彈）
- AN/SPG-62 — 連續波照明雷達 （神盾戰鬥系統）
- AN/SPQ-9B — 脈衝都卜勒搜索暨射控雷達 （Mk 45艦砲）

## 戰機搭載
F-35閃電II攻擊戰鬥機上的AN/APG-81電子掃描陣列雷達是美國最新的射控雷達系統。

## 事件
2013年2月，日本报道中國海軍艦艇以射控雷達瞄準日本艦艇和直升機，立場獲得美國背後支持，中國回應称是日方捏造事實，日本執政的自民黨前幹事長、日中友好協會會長加藤紘一亦質疑日本官方的指控。日本共同通訊社則聲稱中國軍方多名高級將領於3月時接受採訪時承確有此事。中國國防部已再度否認有關中國軍艦曾用射控雷達瞄準日艦的說法，並稱日方別有用心。
2018年12月20日，日本海上自衛隊一架P-1海上巡邏機在能登半島外海進行海上巡邏警戒時，被南韓海軍一艘廣開土大王級驅逐艦（광개토대왕급 구축함）以射控雷達發射電波鎖定。隔天，日本防衛省公開此事件，並透過外交管道向韓國提出抗議。韓國表示當時在搜救一艘朝鮮船隻，而啟動射控雷達以確認位置。同月28日，日本防衛省公開當時影片，影片中顯示朝鮮船隻已在南韓海軍船艦旁邊，應無必要使用射控雷達，南韓則認為光是影片中的對話並不構成證據。

## 外部連結
- AN/APG Fire Control Systems at GlobalSecurity.org （页面存档备份，存于）